# Poesía

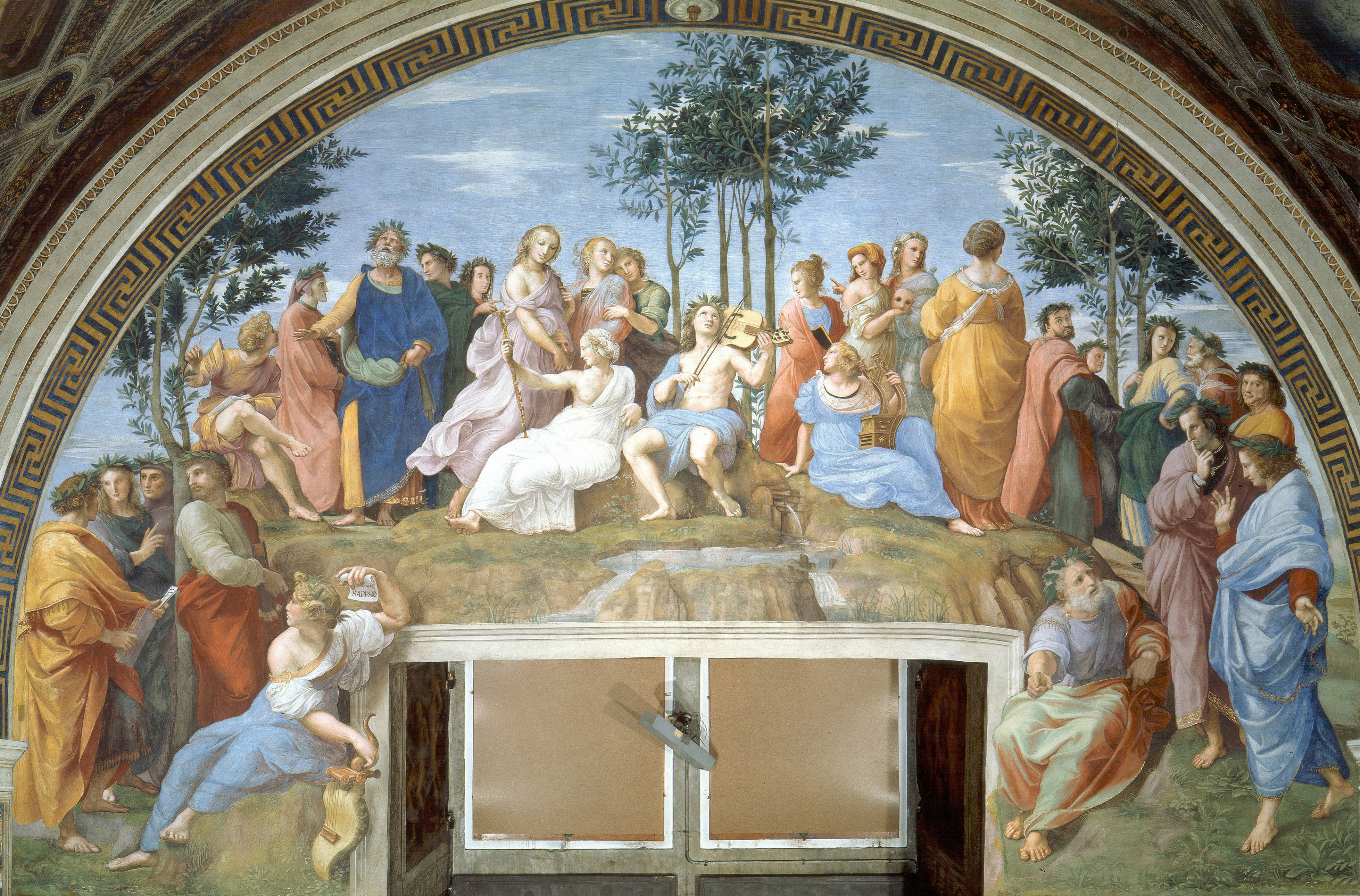
El Parnaso (1511) de Rafael: poetas famosos recitan junto a las nueve musas en la cima del monte Parnaso.

La poesía (del griego ποίησις \poiesis\'acción, creación; adopción; fabricación; composición, poesía; poema' < ποιέω \poiéo\ 'hacer, fabricar; engendrar, dar a luz; obtener; causar; crear') es un género literario considerado como una manifestación de la belleza o del sentimiento estético por medio de la palabra, en verso o en prosa. Los griegos entendían que podría haber tres tipos de poesía, la lírica o canción, cantada con acompañamiento de lira o arpa de mano, que es el significado que luego se generalizó para la palabra, incluso sin música; la dramática o teatral y la épica o narrativa. Por eso se suele entender generalmente hoy como poesía la poesía lírica. También es comprendida como una «modalidad textual» (esto es, como un tipo de texto). Es frecuente, en la actualidad, utilizar el término «poesía» como sinónimo de «poesía lírica» o de «lírica», aunque, desde un punto de vista histórico y cultural, esta es un subgénero o subtipo de la poesía.

## Evolución histórica del término y el concepto

### Grecia
Originalmente en las primeras reflexiones occidentales sobre la literatura, las de Platón, la palabra griega correspondiente a «poesía» abarcaba el concepto actual de literatura. El término «poiesis» significaba «hacer», en un sentido técnico, y se refería a todo trabajo artesanal, incluido el que realizaba un artista. Tal artista es el ποιητής (poietés) 'creador, autor; fabricante, artesano; hacedor, legislador; poeta', entre las múltiples traducciones que otorga la palabra. Consecuentemente, «poiesis» era un término que aludía a la actividad creativa en tanto actividad que otorga existencia a algo que hasta entonces no la tenía. Aplicado a la literatura, se refería al arte creativo que utilizaba el lenguaje antiguo para fundamentalmente cuatro archigéneros o clasificaciones de composición literaria: la poesía épica o narrativa, la poesía lírica (llamada así porque se destinaba al canto acompañado de una lira o arpa pequeña de brazo izquierdo), la poesía dramática o teatral y la poesía didáctica.
La poesía griega se caracterizaba porque se trataba de una comunicación no destinada a la lectura, sino a la representación ante un auditorio realizada por un individuo o un coro con acompañamiento de un instrumento musical.
En su obra La República, Platón establece tres tipos de «poesía» o subgéneros: la poesía imitativa, la poesía no imitativa y la épica. Dado que la reflexión literaria de Platón se halla en el interior de otra mucho más amplia, de dimensiones metafísicas, el criterio que usa el filósofo griego para establecer esta triple distinción no es literario, sino filosófico. Platón, en primer lugar, describe la creación dramática, el teatro, como «poesía imitativa» en tanto que el autor no habla en nombre propio, sino que hace hablar a los demás; describe, por su parte, como «poesía no imitativa» a aquella obra donde el autor sí habla en nombre propio, aludiendo en concreto al ditirambo, una composición religiosa en honor de Dionisos; por último, establece un tercer tipo de poesía en el que la voz del autor se mezclaría con la de los demás, los personajes, y ahí es donde sitúa a la épica.
De esta primera clasificación platónica, se desprende el origen de la vinculación del género poético con la característica enunciativa de la presencia de la voz del autor. Por lo demás, el uso del verso no es en estos momentos relevante, por cuanto la literatura antigua se componía siempre en verso (incluido el teatro).
Como se ha señalado, Platón trata la literatura en el contexto de su tratamiento de determinados problemas filosóficos. Será Aristóteles quien, por primera vez, afrontaría la elaboración de una teoría literaria independiente. La obra clave es su Poética (c. 334 a. C.), esto es, su obra sobre la poesía.
Aristóteles introduce, en primer lugar, un elemento novedoso en la descripción de la poesía, al tener en cuenta que, al lado del lenguaje (el «medio de imitación» característico de la poesía), en determinadas formas de esta se pueden utilizar, además, otros medios como la armonía y el ritmo. Así, en los géneros dramáticos, la poesía mélica y los ditirambos.
Y en segundo lugar, cuando reflexiona sobre la forma de imitación, distingue entre narración pura o en nombre propio (ditirambo) y narración alternada (épica), llegando a una división similar a la que había establecido Platón.

### Roma
Es una de las manifestaciones artísticas más antiguas. La poesía se vale de diversos artificios o procedimientos: a nivel fónico-fonológico, como el sonido; semántico y sintáctico, como el ritmo; o del encabalgamiento de las palabras, así como de la amplitud de significado del lenguaje.
Para algunos autores modernos, la poesía se verifica en el encuentro con cada lector, que otorga nuevos sentidos al texto escrito. De antiguo, la poesía es también considerada por muchos autores una realidad espiritual que está más allá del arte; según esta concepción, la calidad de lo poético trascendería el ámbito de la lengua y del lenguaje. Para el común, la poesía es una forma de expresar emociones, sentimientos, ideas y construcciones de la imaginación.
Aunque antiguamente, tanto el drama como la épica y la lírica se escribían en versos medidos, el término poesía se relaciona habitualmente con la lírica, que, de acuerdo con la Poética de Aristóteles, es el género en el que el autor expresa sus sentimientos y visiones personales. En un sentido más extenso, se dice que tienen «poesía» situaciones y objetos que inspiran sensaciones arrobadoras o misteriosas, ensoñación o ideas de belleza y perfección. Tradicionalmente referida a la pasión amorosa, la lírica en general, y especialmente la contemporánea, ha abordado tanto cuestiones sentimentales como filosóficas, metafísicas y sociales.
Sin especificidad temática, la poesía moderna se define por su capacidad de síntesis y de asociación. Su principal herramienta es la metáfora; es decir, la expresión que contiene implícita una comparación entre términos que naturalmente se sugieren unos a los otros, o entre los que el poeta encuentra sutiles afinidades. Algunos autores modernos han diferenciado metáfora de imagen, palabras que la retórica tradicional emparenta. Para esos autores, la imagen es la construcción de una nueva realidad semántica mediante significados que en conjunto sugieren un sentido unívoco y a la vez distinto y extraño.

## Historia de su origen

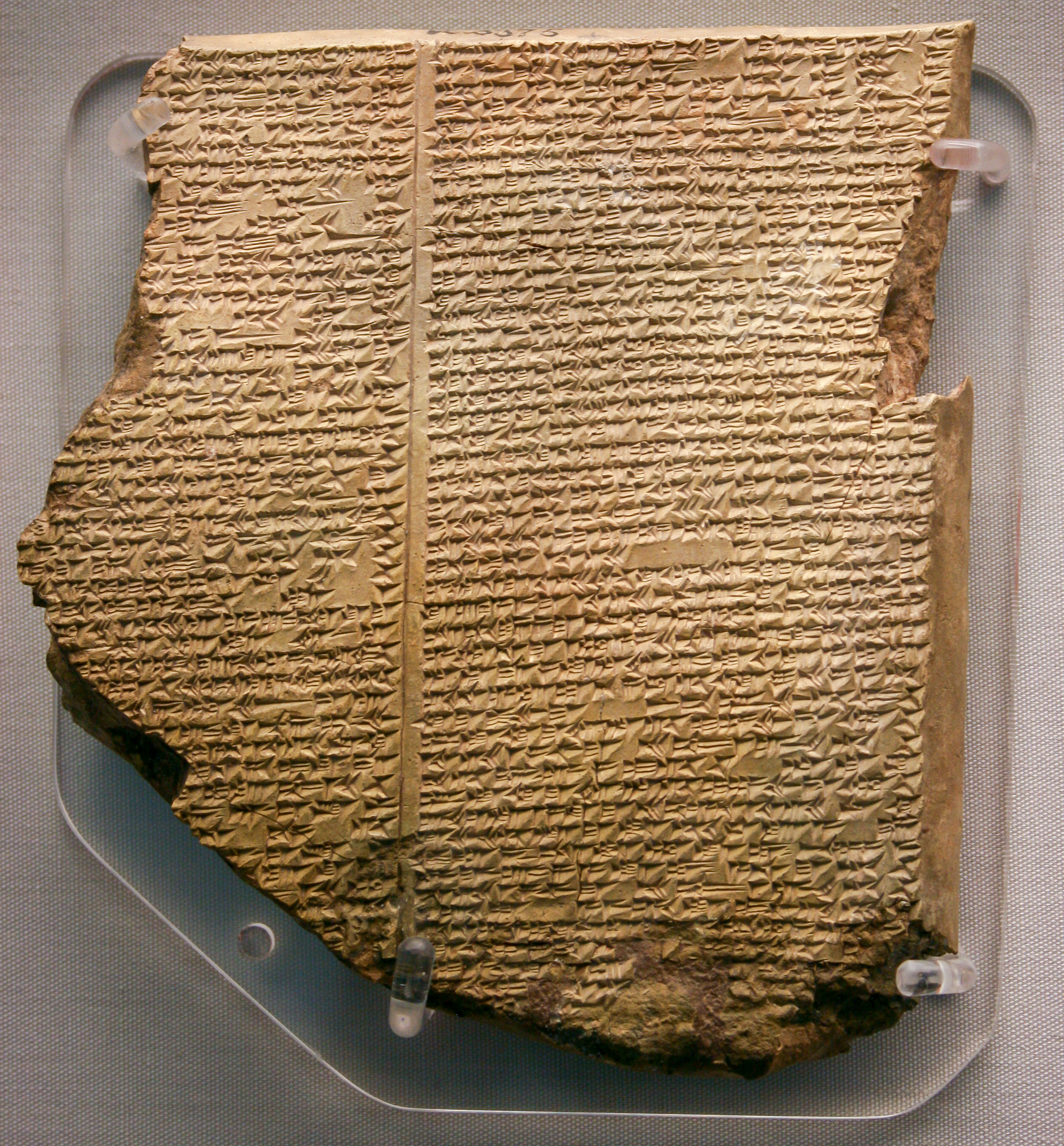
Tablilla sobre el diluvio, del Poema de Gilgamesh, (c.), Museo Británico.

Hay testimonios de lenguaje escrito en forma de poesía en jeroglíficos egipcios de 25 siglos antes de Cristo. Se trata de cantos de labor y religiosos. El Poema de Gilgamesh, obra épica de los sumerios, fue escrito con caracteres cuneiformes y sobre tablas de arcilla unos 2000 años antes de Cristo. Los cantos de la Ilíada y la Odisea, cuya composición se atribuye a Homero, datan de ocho siglos antes de la era cristiana. Los Veda, libros sagrados del hinduismo, también contienen himnos y su última versión se calcula fue redactada en el siglo III a. C. Por estos y otros textos antiguos se supone justificadamente que los pueblos componían cantos que eran trasmitidos oralmente. Algunos acompañaban los trabajos, otros eran para invocar a las divinidades o celebrarlas y otros para narrar los hechos heroicos de la comunidad. Los cantos homéricos hablan de episodios muy anteriores a Homero y su estructura permite deducir que circulaban de boca en boca y que eran cantados con acompañamiento de instrumentos musicales. Homero menciona en su obra la figura del aedo (cantor), que narraba sucesos en verso al compás de la lira. El ritmo de los cantos no solo tenía la finalidad de agradar al oído, sino que permitía recordar los textos con mayor facilidad.
La poesía lírica tuvo expresiones destacadas en la antigua Grecia. El primer poeta que escogió sus motivos en la vida cotidiana, en el período posterior a la vida de Homero, fue Hesíodo, con su obra Los trabajos y los días. A unos 600 años antes de Cristo se remonta la poesía de Safo, poeta nacida en la isla de Lesbos, autora de odas celebratorias y canciones nupciales (epitalamios), de las que se conservan fragmentos. Anacreonte, nacido un siglo después, escribió breves piezas, en general dedicadas a celebrar el vino y la juventud, de las que sobrevivieron unas pocas. Calino de Éfeso y Arquíloco de Paros crearon el género elegíaco, para cantar a los difuntos. Arquíloco fue el primero en utilizar el verso yámbico (construido con «pies» de una sílaba corta y otra larga). También escribió sátiras. En el siglo V a. C. alcanzó su cima la lírica coral, con Píndaro. Se trataba de canciones destinadas a los vencedores de los juegos olímpicos.
Roma creó su poesía basándose en los griegos. La Eneida, de Virgilio, se considera la primera obra maestra de la literatura latina, y fue escrita pocos años antes de la era cristiana, al modo de los cantos épicos griegos, para narrar las peripecias de Eneas, sobreviviente de la guerra de Troya, hasta que llega a Italia. La edad de oro de la poesía latina es la de Lucrecio y Catulo, nacidos en el siglo I a. C., y de Horacio (maestro de la oda), Propercio y Ovidio. Catulo dedicó toda su poesía a una amada a la que llamaba Lesbia. Sus poemas de amor, directos, simples e intensos, admiraron a los poetas de todos los tiempos.

## Elementos

### Rima, aliteración, asonancia

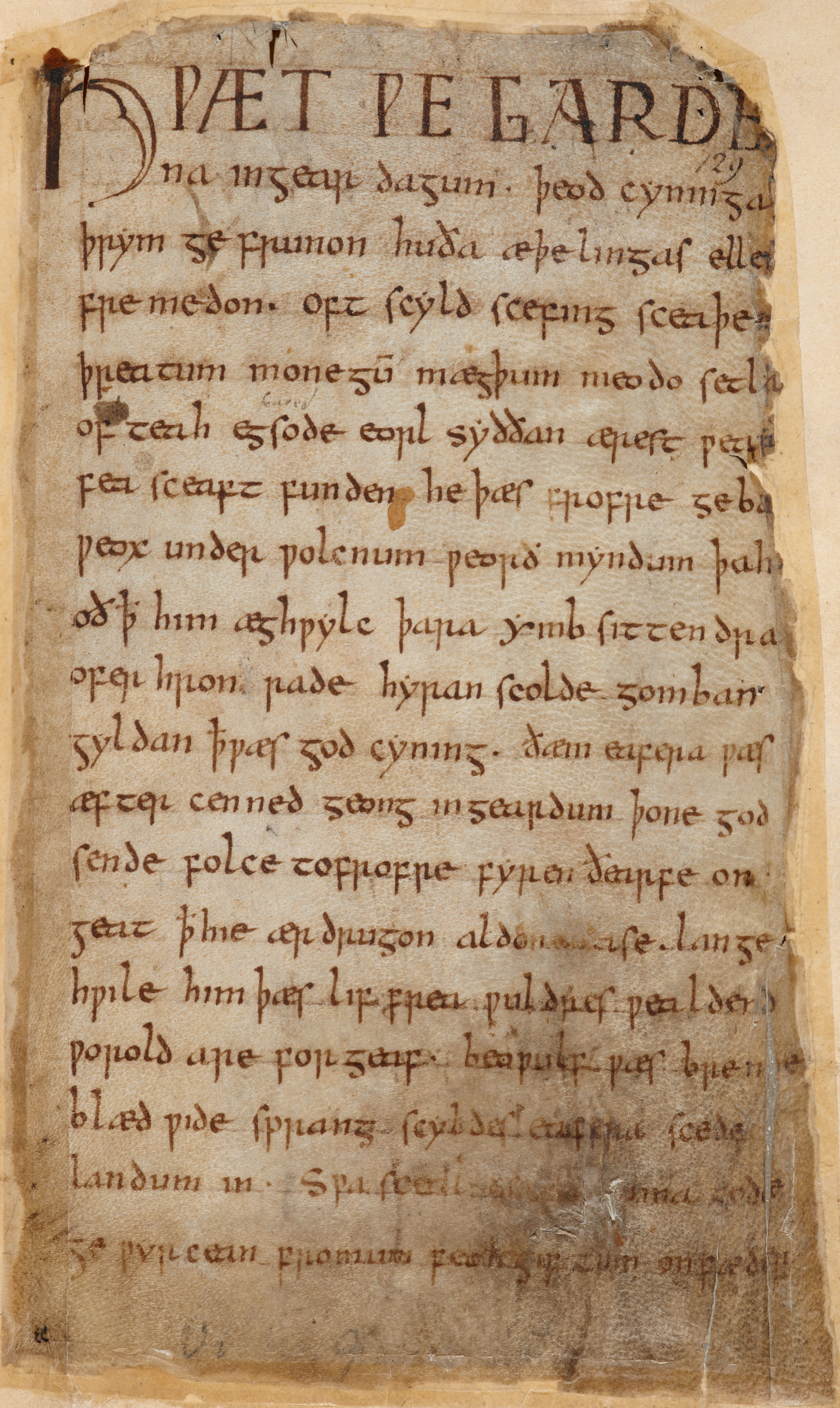
El poema épico inglés antiguo Beowulf está compuesto utilizando verso aliterado.

La rima, la aliteración, la asonancia y la consonancia son formas de crear patrones de sonido repetitivos. Pueden utilizarse como elemento estructural independiente en un poema, para reforzar patrones rítmicos o como elemento ornamental. También pueden tener un significado separado de los patrones de sonido repetitivos creados. Por ejemplo, Chaucer usó una fuerte aliteración para burlarse del verso del inglés antiguo y para pintar un personaje como arcaico.
La rima consiste en sonidos idénticos ("rima dura") o similares ("rima suave") colocados al final de las líneas o en ubicaciones predecibles dentro de las líneas ("rima interna"). Los idiomas varían en la riqueza de sus estructuras de rima; el italiano, por ejemplo, tiene una rica estructura de rimas que permite mantener un conjunto limitado de rimas a lo largo de un poema extenso. La riqueza resulta de las terminaciones de las palabras que siguen formas regulares. El inglés, con sus terminaciones irregulares de palabras adoptadas de otros idiomas, es menos rico en rimas. El grado de riqueza de las estructuras de rima de un idioma juega un papel sustancial en la determinación de las formas poéticas que se usan comúnmente en ese idioma.
La aliteración es la repetición de letras o sonidos de letras al comienzo de dos o más palabras que se suceden inmediatamente o en intervalos cortos; o la repetición de la misma letra en partes acentuadas de palabras. La aliteración y la asonancia jugaron un papel clave en la estructuración de las formas de poesía germánica, nórdica e inglesa antigua. Los patrones aliterados de la poesía germánica temprana entrelazan la métrica y la aliteración como una parte clave de su estructura, de modo que el patrón métrico determina cuándo el oyente espera que ocurran instancias de aliteración. Esto se puede comparar con un uso ornamental de la aliteración en la mayor parte de la poesía europea moderna, donde los patrones aliterados no son formales ni se transmiten a través de estrofas completas. La aliteración es particularmente útil en idiomas con estructuras de rima menos ricas.
La asonancia, donde el uso de sonidos vocales similares dentro de una palabra en lugar de sonidos similares al principio o al final de una palabra, se usó ampliamente en la poesía escáldica, pero se remonta a la epopeya homérica. Debido a que los verbos tienen gran parte del tono en el idioma inglés, la asonancia puede evocar vagamente los elementos tonales de la poesía china y, por lo tanto, es útil para traducir la poesía china. La consonancia ocurre cuando un sonido consonante se repite a lo largo de una oración sin poner el sonido solo al principio de una palabra. La consonancia provoca un efecto más sutil que la aliteración y, por tanto, es menos útil como elemento estructural.

### Versos y estrofas
La poesía a menudo se divide en líneas en una página, en un proceso conocido como alineación. Estas líneas pueden basarse en el número de pies métricos o  enfatizar un patrón de rima al final. Las líneas pueden tener otras funciones, particularmente cuando el poema no está escrito en un patrón métrico formal. Las líneas pueden separar, comparar o contrastar pensamientos expresados en diferentes unidades, o pueden resaltar un cambio de tono.
Los versos de los poemas a menudo se organizan en estrofas, que se denominan por el número de versos que contienen. Así, una colección de dos versos es un pareado, tres versos un terceto, cuatro versos un cuarteto, y así sucesivamente. Estas líneas pueden o no relacionarse entre sí por rima o ritmo. Por ejemplo, un pareado puede constar de dos líneas con metros idénticos que riman o de dos líneas unidas por un solo metro común.

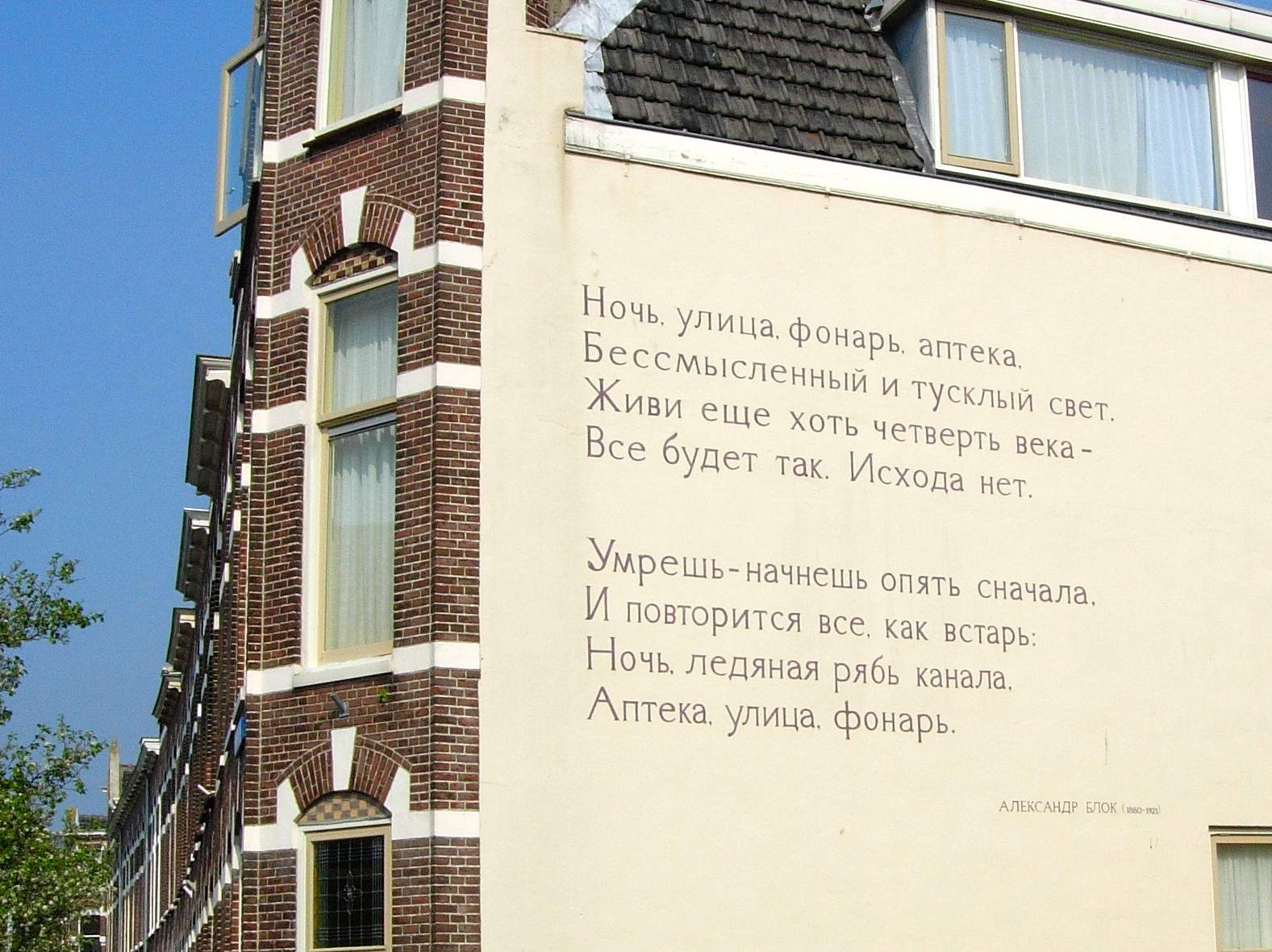
El poema ruso de Blok, "Noch, ulitsa, fonar, apteka" ("Noche, calle, lámpara, farmacia"), en una pared en Leiden.

Otros poemas pueden organizarse en párrafos en verso, en los que no se utilizan rimas regulares con ritmos establecidos, sino que el tono poético se establece mediante una colección de ritmos, aliteraciones y rimas establecidas en forma de párrafo. Muchos poemas medievales se escribieron en párrafos en verso, incluso cuando se usaban rimas y ritmos regulares.
En muchas formas de poesía, las estrofas se entrelazan, de modo que el esquema de rima u otros elementos estructurales de una estrofa determinan los de las estrofas sucesivas. Ejemplos de tales estrofas entrelazadas son, por ejemplo, el ghazal y la villanella, donde se establece un estribillo (o, en el caso de la villanella, estribillos) en la primera estrofa que luego se repite en estrofas posteriores. Relacionado con el uso de estrofas entrelazadas está su uso para separar partes temáticas de un poema. Por ejemplo, la estrofa, antiestrofa y epodo de la forma de oda a menudo se separan en una o más estrofas.
En algunos casos, en particular la poesía formal más extensa, como algunas formas de poesía épica, las estrofas mismas se construyen de acuerdo con reglas estrictas y luego se combinan. En la poesía escáldica, la estrofa del dróttkvætt tenía ocho líneas, cada una con tres "elevaciones" producidas con aliteración o asonancia. Además de dos o tres aliteraciones, las líneas impares tenían rima parcial de consonantes con vocales diferentes, no necesariamente al principio de la palabra; las líneas pares contenían rima interna en sílabas determinadas (no necesariamente al final de la palabra). Cada mitad de línea tenía exactamente seis sílabas y cada línea terminaba en una troquea. La disposición de los dróttkvætts siguió reglas mucho menos rígidas que la construcción de los dróttkvætts individuales.

## Poesía china

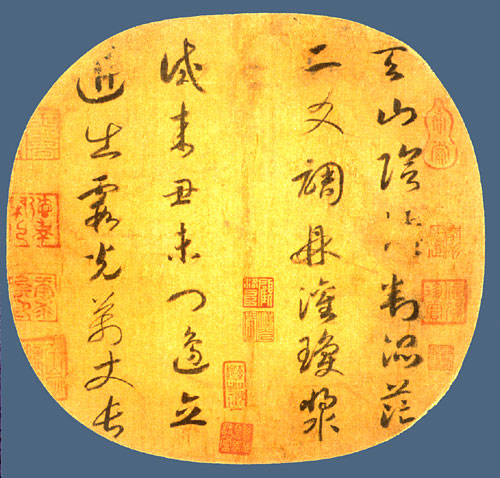
Quatrain on Heavenly Mountain, obra de caligrafía en abanico con un poema atribuido al emperador Gaozong de la dinastía Song (1107-1187). Realizada en tinta sobre seda con escritura cursiva, refleja la unión entre poesía y caligrafía en el arte chino clásico. Exhibida en el Museo Metropolitano de Arte.

En la poesía china se cultivaron especialmente los versos pentasílabos y heptasílabos, que en el caso de la lengua china corresponden a versos de cinco y siete sinogramas respectivamente, puesto que cada sinograma representa una sílaba. Las formas poéticas más cultivadas fueron especialmente los Lüshi (律詩, poemas de ocho versos) y los Jueju (絕句, poemas de cuatro versos). Se compiló una recopilación de poemas titulada Todos los poemas de la Dinastía Tang (全唐詩) con más de 48 900 poemas de más de 2200 autores. Entre los poetas más destacados se encuentran Li Bai (李白), Du Fu (杜甫) y Bai Juyi (白居易).
Una importantísima corriente literaria de la época Tang es el Movimiento por la lengua antigua (古文運動). Los partidarios de dicho movimiento propugnaban un retorno al estilo literario de la época Han y anterior, que era más claro y preciso, menos artificioso que el que imperaba en aquel momento. Muchos literatos adeptos fueron destacados ensayistas. Entre ellos destacan Han Yu y Liu Zongyuan. Han Yu era considerado el mejor escritor chino de todos los tiempos por el renombrado orientalista Arthur Waley.
Junto con Ouyang Xiu 歐陽修 Su Xun 蘇洵 Su Shi 蘇軾 Su Zhe 蘇轍 Wang Anshi 王安石 Zeng Gong 曾鞏 son conocidos como los ocho maestros de la prosa china.

## Poesía japonesa
La poesía japonesa, de gran influencia en Europa en el siglo XX, se remonta al siglo VIII d. C. y una de sus formas más populares es el haiku, una composición de tres versos de cinco, siete y cinco sílabas, en la que una imagen visual se contrasta con otra, sin comentarios, o a una imagen sigue una reflexión concisa y a la vez fugaz. 
El haiku, utilizado por el budismo zen para trasmitir sus enseñanzas, influyó en poetas vanguardistas del siglo XX, como el estadounidense Ezra Pound. Se le llama haiku a la primera estrofa de una variante métrica llamada tanka.

## Poesía trovadoresca
La poesía trovadoresca y galante se originó en la Provenza, al sur de Francia, y fue el antecedente de la riquísima producción de los poetas italianos del siglo XIII, como Dante Alighieri y Guido Cavalcanti. Poco más tarde, Petrarca llevó a su máxima expresión el llamado dolce stil nuovo (dulce estilo nuevo), con su poesía amorosa dedicada a su amada Laura.

## Versificación castellana

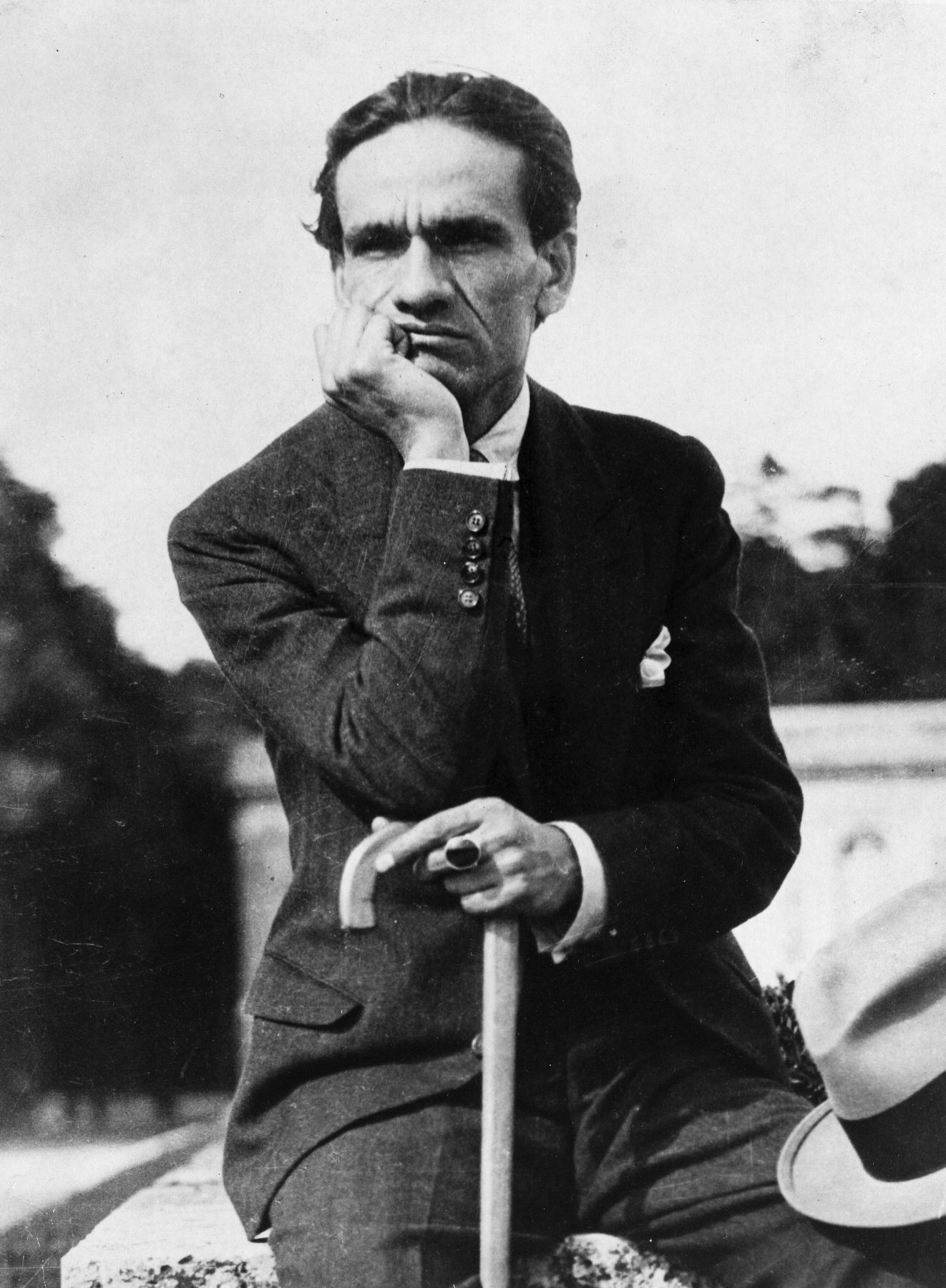
César Vallejo.

El arte de combinar rítmicamente las palabras no es lo único que distingue a la poesía de la prosa, pero hasta mediados del siglo VII constituía la mejor forma de diferenciar ambos usos del lenguaje. La versificación tiene en cuenta la extensión de los versos, la acentuación interna y la organización en estrofas.
La rima (coincidencia de las sílabas finales en versos subsiguientes o alternados) es otro elemento del ritmo, igual que la aliteración, que es la repetición de sonidos dentro del verso, como en este de Góngora: «infame turba de nocturnas aves», donde se repite el sonido tur y también se juega una rima asonante en el interior del verso entre infame y ave. La rima es consonante cuando coinciden en dos o más versos próximos todos los fonemas a partir de la vocal de la sílaba tónica. Se llama asonante cuando solo coinciden las vocales.
La poesía en lengua española se mide según el número de sílabas de cada verso, a diferencia de la poesía griega y de la latina, que tienen por unidad de medida el pie, combinación de sílabas cortas y largas (el yambo, la combinación más simple, es un pie formado por una sílaba corta y otra larga). En la poesía latina los versos eran frecuentemente de seis pies.
Por el número de sílabas, hay en la poesía en lengua castellana versos de hasta 14 sílabas, los alejandrinos, marcados por una cesura rítmica en la sexta sílaba, que separa a los hemistiquios. Es muy frecuente el octosílabo en la poesía popular, sobre todo en la copla. Las coplas de Manrique se basan en el esquema de versos octosílabos, aunque a veces son de siete, rematados por un pentasílabo. A esta forma se le llama «copla de pie quebrado». La irregularidad silábica es frecuente, incluso en la poesía tradicional. Por ejemplo, en poesías de versos de once sílabas se pueden encontrar algunos de diez o de nueve.
Las estrofas (grupos de versos) regulares, de dos, cuatro, cinco y hasta ocho versos o más corresponden a las formas más tradicionales. El soneto, una de las más difíciles formas clásicas, se compone de catorce versos, generalmente endecasílabos (once sílabas), divididos en dos cuartetos y dos tercetos (estrofas de cuatro y de tres versos), con distintas formas de alternar las rimas.
La alternancia de sílabas tónicas (acentuadas) y átonas (sin acento) contribuye mucho al ritmo de la poesía. Si los acentos se dan a espacios regulares (por ejemplo, cada dos, tres o cuatro sílabas), esto refuerza la musicalidad del poema. Mantenida esta regularidad a lo largo de todo un poema, se logra un efecto muy semejante al del compás musical.
La poesía del siglo XX ha prescindido en ocasiones de la métrica regular y, sobre todo, de la rima. Sin embargo, la aliteración, la acentuación y, a veces, la rima asonante, mantienen la raíz musical del género poético.

## Poesía en inglés siglosXXyXXI
Algunos teóricos literarios del siglo XX confían menos en la oposición ostensible de la prosa y la poesía, y en cambio se centran en el poeta como simplemente alguien que crea utilizando el lenguaje y la poesía como lo que crea el poeta. El concepto subyacente del poeta como creador no es infrecuente, y algunos poetas modernistas esencialmente no distinguen entre la creación de un poema con palabras y los actos creativos en otros medios. Sin embargo, otros modernistas desafían el intento mismo de definir la poesía como equivocado.
El rechazo de las formas y estructuras tradicionales de la poesía que comenzó en la primera mitad del siglo XX coincidió con un cuestionamiento del propósito y significado de las definiciones tradicionales de poesía y de las distinciones entre poesía y prosa, particularmente dados ejemplos de prosa poética y poesía prosaica. Numerosos poetas modernistas han escrito en formas no tradicionales o en lo que tradicionalmente se habría considerado prosa, aunque su escritura generalmente estaba impregnada de dicción poética y, a menudo, con ritmo y tono establecidos por medios no métricos. Si bien hubo un formalista sustancialreacción dentro de las escuelas modernistas a la ruptura de la estructura, esta reacción se centró tanto en el desarrollo de nuevas estructuras formales y síntesis como en el resurgimiento de formas y estructuras más antiguas.
El posmodernismo va más allá del énfasis del modernismo en el papel creativo del poeta, para enfatizar el papel del lector de un texto (hermenéutica) y para resaltar la compleja red cultural dentro de la cual se lee un poema. Hoy en día, en todo el mundo, la poesía a menudo incorpora forma poética y dicción de otras culturas y del pasado, lo que confunde aún más los intentos de definición y clasificación que alguna vez tuvieron sentido dentro de una tradición como el canon occidental.
La tradición poética de principios del siglo XXI parece seguir orientándose fuertemente hacia tradiciones poéticas precursoras anteriores, como las iniciadas por Whitman, Emerson, and Wordsworth. El crítico literario Geoffrey Hartman (1929-2016) utilizó la frase "la ansiedad de la demanda" para describir la respuesta contemporánea a las tradiciones poéticas más antiguas como "temer que el hecho ya no tenga una forma", basándose en un tropo introducido por Emerson. Emerson había sostenido que en el debate sobre la estructura poética, donde la "forma" o el "hecho" podían predominar, se necesita simplemente "Preguntar al hecho por la forma".(1930-2019), quien ha declarado: "La generación de poetas que ahora están unidos, maduros y listos para escribir los principales versos estadounidenses del siglo XXI, pueden verse como lo que Stevens llamó 'el último adorno de una gran sombra' '. , 'la sombra es de Emerson ".

## Actualidad
Dentro de la corriente estructuralista o formalismo ruso, Roman Jakobson habla del lenguaje poético en términos de que el mensaje es el poema mismo. En otras palabras consigna que en la función poética del lenguaje el eje sintagmático (orden gramatical del discurso) se proyecta sobre el eje paradigmático (selección léxica).
Ezra Pound en su libro El arte de la poesía habla de que el poeta tiene una importante responsabilidad social porque moldea el imaginario de su tiempo. En la misma obra habla Pound acerca de las características del lenguaje poético: fanopea (manejo de la imagen), logopea (discurso del pensamiento poético) y melopea (manejo del ritmo y la eufonía). 
En cuanto a la evolución formal, la poesía ha pasado del empleo de la métrica y la rima al verso libre, y de este a la libre combinatoria que caracteriza a la posmodernidad y al postestructuralismo.
La introducción del verso libre se debe a los poetas Kahn y Jules Laforgue a fines del siglo XIX. Se trata de liberar al poema de las restricciones de la métrica y la rima, para ir más allá de las formas fijas establecidas por la preceptiva poética. Esto implica para el poeta un arma de doble filo, por una parte lo libera de los cánones, pero, por otra parte lo coloca frente a la responsabilidad de que el poema nazca generando su propia forma rítmica y eufónica tomando en cuenta solo la finalidad de su propia expresión. Parecería que los criterios para saber si un texto es o no es un poema se han diversificado. Ya no priva la expectativa de clasificar en sonetos, liras, décimas, etc. sino la percepción del fenómeno poético encarnado en lenguaje.
Actualmente, con la apertura de la experiencia histórica como un repertorio susceptible de ser reciclado en nuevas combinatorios, muchas de las formas clásicas se han retomado con un sentido abierto.
El papel que juega la poesía en el siglo XXI, se encuentra ligado al avance tecnológico y científico. Surgen nuevas corrientes de Poesía, nuevas formas de manifestación, como la metapoesía, biopoesia, la poesía ecologista, la poesía virtual, transmodernista entre otros, además de que asistimos a una renovación o por lo menos un reemprendimiento de ciertos vanguardismos y estéticas críticas, como la poesía de la conciencia.
Como parte de las nuevas aproximaciones a la poesía puede citarse lo que el escritor mexicano Abel Pérez Rojas ha conceptualizado como el estado poético permanente, el cual "puede identificarse como aquella actitud que percibe la realidad tamizada a través de la poesía, además de que, asume que todo es poetizable".
El Día Mundial de la Poesía fue proclamado por la Conferencia General de la Unesco y se celebró por primera vez el 21 de marzo de 2000. Su finalidad es fomentar el apoyo a los poetas jóvenes, volver al encantamiento de la oralidad y restablecer el diálogo entre la poesía y las demás artes (teatro, danza, música, etc.), sin olvidar los efectos terapéuticos de la poesía.